# Hobart International 2018 - Qualificazioni singolare
Le qualificazioni del singolare dell'Hobart International 2018 sono state un torneo di tennis preliminare per accedere alla fase finale della manifestazione. Le vincitrici dell'ultimo turno sono entrate di diritto nel tabellone principale. In caso di ritiro di una o più giocatrici aventi diritto a queste sono subentrate le lucky loser, ossia le giocatrici che hanno perso nell'ultimo turno ma che avevano una classifica più alta rispetto alle altre partecipanti che avevano comunque perso nel turno finale.

## Teste di serie
1. Heather Watson (qualificata)
2. Kirsten Flipkens (qualificata)
3. Alison Van Uytvanck (qualificata)
4. Monica Niculescu (qualificata)
5. Pauline Parmentier (primo turno)
6. Madison Brengle (ultimo turno)

1. Nao Hibino (ultimo turno)
2. Kurumi Nara (qualificata)
3. Jana Fett (primo turno)
4. Ana Bogdan (primo turno)
5. Richèl Hogenkamp (primo turno)
6. Mariana Duque Mariño (primo turno)

## Qualificate
1. Heather Watson
2. Kirsten Flipkens
3. Alison Van Uytvanck

1. Monica Niculescu
2. Nina Stojanović
3. Kurumi Nara

## Tabellone

### Legenda
| - Q = Qualificato - WC = Wild card - LL = Lucky loser | - ALT = Alternate - SE = Special Exempt - PR = Protected Ranking | - w/o = Walkover - r = Ritirato - d = Squalificato |

### Sezione 1
|  | Primo turno | Primo turno      | Primo turno      | Primo turno | Primo turno |  |  | Ultimo turno | Ultimo turno   | Ultimo turno | Ultimo turno | Ultimo turno |  |
|  |             |                  |                  |             |             |  |  |              |                |              |              |              |  |
|  | 1           | Heather Watson   | Heather Watson   | 6           | 6           |  |  |              |                |              |              |              |  |
|  |             | Kimberly Birrell | Kimberly Birrell | 3           | 2           |  |  | 1            | Heather Watson | 4            | 7            | 6            |  |
|  |             | Jennifer Elie    | 4                | 7           | 3           |  |  | 7            | Nao Hibino     | 6            | 5            | 3            |  |
|  | 7           | Nao Hibino       | 6                | 64          | 6           |  |  |              |                |              |              |              |  |

### Sezione 2
|  | Primo turno | Primo turno      | Primo turno   | Primo turno | Primo turno |  |  | Ultimo turno | Ultimo turno     | Ultimo turno     | Ultimo turno | Ultimo turno |  |
|  |             |                  |               |             |             |  |  |              |                  |                  |              |              |  |
|  | 2           | Kirsten Flipkens | 64            | 6           | 6           |  |  |              |                  |                  |              |              |  |
|  | WC          | Masa Jovanovic   | 7             | 1           | 0           |  |  | 2            | Kirsten Flipkens | Kirsten Flipkens | 6            | 6            |  |
|  |             | Naiktha Bains    | Naiktha Bains | 7           | 7           |  |  |              | Naiktha Bains    | Naiktha Bains    | 4            | 2            |  |
|  | 10          | Ana Bogdan       | Ana Bogdan    | 64          | 6           |  |  |              |                  |                  |              |              |  |

### Sezione 3
|  | Primo turno | Primo turno         | Primo turno         | Primo turno | Primo turno |  |  | Ultimo turno | Ultimo turno        | Ultimo turno | Ultimo turno | Ultimo turno |  |
|  |             |                     |                     |             |             |  |  |              |                     |              |              |              |  |
|  | 3           | Alison Van Uytvanck | Alison Van Uytvanck | 6           | 7           |  |  |              |                     |              |              |              |  |
|  | WC          | Jessica Moore       | Jessica Moore       | 3           | 5           |  |  | 3            | Alison Van Uytvanck | 6            | 4            | 7            |  |
|  |             | Jana Čepelová       | 4                   | 6           | 6           |  |  |              | Jana Čepelová       | 3            | 6            | 5            |  |
|  | 9           | Jana Fett           | 6                   | 0           | 4           |  |  |              |                     |              |              |              |  |

### Sezione 4
|  | Primo turno | Primo turno       | Primo turno       | Primo turno | Primo turno |  |  | Ultimo turno | Ultimo turno      | Ultimo turno      | Ultimo turno | Ultimo turno |  |
|  |             |                   |                   |             |             |  |  |              |                   |                   |              |              |  |
|  | 4           | Monica Niculescu  | Monica Niculescu  | 6           | 6           |  |  |              |                   |                   |              |              |  |
|  | WC          | Alison Bai        | Alison Bai        | 2           | 0           |  |  | 4            | Monica Niculescu  | Monica Niculescu  | 6            | 6            |  |
|  |             | Alla Kudryavtseva | Alla Kudryavtseva | 7           | 6           |  |  |              | Alla Kudryavtseva | Alla Kudryavtseva | 0            | 4            |  |
|  | 11          | Richèl Hogenkamp  | Richèl Hogenkamp  | 62          | 3           |  |  |              |                   |                   |              |              |  |

### Sezione 5
|  | Primo turno | Primo turno          | Primo turno          | Primo turno | Primo turno |  |  | Ultimo turno | Ultimo turno    | Ultimo turno    | Ultimo turno | Ultimo turno |  |
|  |             |                      |                      |             |             |  |  |              |                 |                 |              |              |  |
|  | 5           | Pauline Parmentier   | Pauline Parmentier   | 2           | 1           |  |  |              |                 |                 |              |              |  |
|  |             | Julia Glushko        | Julia Glushko        | 6           | 6           |  |  |              | Julia Glushko   | Julia Glushko   | 1            | 4            |  |
|  |             | Nina Stojanović      | Nina Stojanović      | 6           | 6           |  |  |              | Nina Stojanović | Nina Stojanović | 6            | 6            |  |
|  | 12          | Mariana Duque Mariño | Mariana Duque Mariño | 4           | 1           |  |  |              |                 |                 |              |              |  |

### Sezione 6
|  | Primo turno | Primo turno          | Primo turno          | Primo turno | Primo turno |  |  | Ultimo turno | Ultimo turno    | Ultimo turno    | Ultimo turno | Ultimo turno |  |
|  |             |                      |                      |             |             |  |  |              |                 |                 |              |              |  |
|  | 6           | Madison Brengle      | Madison Brengle      | 6           | 6           |  |  |              |                 |                 |              |              |  |
|  |             | Veronika Kudermetova | Veronika Kudermetova | 3           | 4           |  |  | 6            | Madison Brengle | Madison Brengle | 3            | 4            |  |
|  | WC          | Astra Sharma         | Astra Sharma         | 0           | 1           |  |  | 8            | Kurumi Nara     | Kurumi Nara     | 6            | 6            |  |
|  | 8           | Kurumi Nara          | Kurumi Nara          | 6           | 6           |  |  |              |                 |                 |              |              |  |